# ネフェルイタチェネン
ネフェルイタチェネン（Neferitatjenen）は、 古代エジプト第12王朝の王であるアメンエムハト1世の妻であり、センウセレト1世とその妻ネフェル3世の母。ネフェルイタチェネンの関係は彼女の息子の小像に記録されていた。
彼女は「王の母」（mwt-niswt）という称号を持っている。
彼女は紀元前20世紀に存命していたが、誕生日、結婚日、没日は現在も分かっていない。